# Nazionale maschile di calcio a 5 della Germania
La nazionale di calcio a 5 tedesca è, in senso generale, una qualsiasi delle selezioni nazionali di Calcio a 5 della Deutscher Fussball-Bund  che rappresentano la Germania nelle varie competizioni ufficiali o amichevoli riservate a squadre nazionali.

## Risultati nelle competizioni internazionali

### Campionato mondiale
| Anno   | Luogo         | Piazzamento     | G | V | N | P | GF | GS |
| ------ | ------------- | --------------- | - | - | - | - | -- | -- |
| 1989   | Paesi Bassi   | Non presente    | - | - | - | - | -  | -  |
| 1992   | Hong Kong     | Non presente    | - | - | - | - | -  | -  |
| 1996   | Spagna        | Non presente    | - | - | - | - | -  | -  |
| 2000   | Guatemala     | Non presente    | - | - | - | - | -  | -  |
| 2004   | Taipei cinese | Non presente    | - | - | - | - | -  | -  |
| 2008   | Brasile       | Non presente    | - | - | - | - | -  | -  |
| 2012   | Thailandia    | Non presente    | - | - | - | - | -  | -  |
| 2016   | Colombia      | Non presente    | - | - | - | - | -  | -  |
| 2021   | Lituania      | Non qualificata | - | - | - | - | -  | -  |
| Totale |               | 0/9             | - | - | - | - | -  | -  |

### Campionato europeo
| Anno   | Luogo       | Piazzamento     | G | V | N | P | GF | GS |
| ------ | ----------- | --------------- | - | - | - | - | -- | -- |
| 1996   | Spagna      | Non presente    | - | - | - | - | -  | -  |
| 1999   | Spagna      | Non presente    | - | - | - | - | -  | -  |
| 2001   | Russia      | Non presente    | - | - | - | - | -  | -  |
| 2003   | Italia      | Non presente    | - | - | - | - | -  | -  |
| 2005   | Rep. Ceca   | Non presente    | - | - | - | - | -  | -  |
| 2007   | Portogallo  | Non presente    | - | - | - | - | -  | -  |
| 2010   | Ungheria    | Non presente    | - | - | - | - | -  | -  |
| 2012   | Croazia     | Non presente    | - | - | - | - | -  | -  |
| 2014   | Belgio      | Non presente    | - | - | - | - | -  | -  |
| 2016   | Serbia      | Non presente    | - | - | - | - | -  | -  |
| 2018   | Slovenia    | Non qualificata | - | - | - | - | -  | -  |
| 2022   | Paesi Bassi | Non qualificata | - | - | - | - | -  | -  |
| Totale |             | 0/12            | - | - | - | - | -  | -  |